# Teatro Politeama (Palermo)
Teatro Politeama Garibaldi w Palermo, na Piazza Ruggero Settimo, jest drugą po Teatro Massimo najważniejszą sceną w mieście i siedzibą Orchestra Sinfonica Siciliana.
Zaprojektowany przez architekta Giuseppe Damianiego Almeydę, w stylu pompejańskim. Budowę rozpoczęto w 1867 r., a zakończono w 1891 r. Od strony placu ma podwójny portyk podparty kolumnami w stylu jońskim i doryckim oraz wejście w kształcie łuku triumfalnego, zwieńczonego kwadrygą z brązu, przedstawiającą „Triumf Apolla i Euterpe” (rzeźbiarz Mario Rutelli).
Teatr został zainaugurowany 7 czerwca 1874 r. operą Capuleti i Montecchi Vincenzo Belliniego. Teatr został nazwany na cześć Giuseppe Garibaldiego po jego śmierci w 1882 r., a swój obecny wygląd uzyskał w 1891 r.
Dziś teatr może pomieścić około tysiąca widzów (pierwotnie miał pomieścić pięć tysięcy), wewnątrz znajduje się duża sala w kształcie podkowy z podwójnym rzędem lóż oraz podwójna galeria. Przed teatrem na placu znajduje się marmurowy pomnik Ruggero Settimo autorstwa Benedetto De Lisi.